# فردریک وسلی
فردریک وسلی (به فرانسوی: Frédéric Veseli) (زاده ۲۰ نوامبر ۱۹۹۲ بازیکن فوتبال سوئیسی است که به عنوان دفاع وسط در تیم لیگ برتری منچستر سیتی بازی می کند.